# Clásico del centro (Venezuela)
El Clásico del centro (también conocido como "Clásico de la autopista") es un encuentro de fútbol disputado entre: Aragua Fútbol Club y Carabobo Fútbol Club. No cuenta con mucha trayectoria, comenzando a disputarse en el año 2005 (con victoria 3 a 2 para Aragua) y continuando hasta el día de hoy. Es un clásico muy joven (como muchos en Venezuela) debido a la reciente fundación del Aragua. Estas ciudades (Maracay y Valencia, respectivamente) están separadas a tan solo 50 kilómetros (aproximadamente).
Se han realizado partidos abarcando dos instancias o dos ámbitos, como ser: Liga Venezolana (incluyendo Serie Pre-Sudamericana) y Copa Venezuela.

## Historia

### Liga Venezolana de Fútbol
La primera victoria para el Aragua FC, se produjo el 16 de octubre de 2005 con marcador de 3-2.
El 18 de diciembre de 2005, se produce la primera victoria para el Carabobo con marcador de 3-0 en partido efectuado en el Polideportivo Misael Delgado.
| Número | Fecha                    | Torneo                           | Equipo local | Resultado | Equipo visitante |
| ------ | ------------------------ | -------------------------------- | ------------ | --------- | ---------------- |
| 1      | 16 de octubre de 2005    | Torneo Apertura 2005             | Aragua       | 3 – 2     | Carabobo         |
| 2      | 18 de diciembre de 2005  | Torneo Apertura 2005             | Carabobo     | 3 – 0     | Aragua           |
| 3      | 12 de marzo de 2006      | Torneo Clausura 2006             | Carabobo     | 2 – 0     | Aragua           |
| 4      | 14 de mayo de 2006       | Torneo Clausura 2006             | Aragua       | 1 – 0     | Carabobo         |
| 5      | 8 de octubre de 2006     | Torneo Apertura 2006             | Carabobo     | 3 – 1     | Aragua           |
| 6      | 17 de diciembre de 2006  | Torneo Apertura 2006             | Aragua       | 0 - 0     | Carabobo         |
| 7      | 25 de febrero de 2007    | Torneo Clausura 2007             | Aragua       | 1 - 1     | Carabobo         |
| 8      | 29 de abril de 2007      | Torneo Clausura 2007             | Carabobo     | 1 – 3     | Aragua           |
| 9      | 11 de noviembre de 2007  | Torneo Apertura 2007             | Carabobo     | 0 – 2     | Aragua           |
| 10     | 27 de abril de 2008      | Torneo Clausura 2008             | Aragua       | 1 - 1     | Carabobo         |
| 11     | 19 de noviembre de 2008  | Torneo Apertura 2008             | Carabobo     | 1 – 3     | Aragua           |
| 12     | 15 de abril de 2009      | Torneo Clausura 2009             | Aragua       | 1 - 1     | Carabobo         |
| 13     | 15 de noviembre de 2009  | Torneo Apertura 2009             | Carabobo     | 1 - 1     | Aragua           |
| 14     | 18 de abril de 2010      | Torneo Clausura 2010             | Aragua       | 0 – 1     | Carabobo         |
| 15     | 14 de noviembre de 2010  | Torneo Apertura 2010             | Aragua       | 1 – 0     | Carabobo         |
| 16     | 16 de abril de 2011      | Torneo Clausura 2011             | Carabobo     | 1 - 1     | Aragua           |
| 17     | 20 de noviembre de 2011  | Torneo Apertura 2011             | Carabobo     | 1 - 1     | Aragua           |
| 18     | 15 de abril de 2012      | Torneo Clausura 2012             | Aragua       | 0 - 0     | Carabobo         |
| 19     | 15 de septiembre de 2013 | Torneo Apertura 2013             | Aragua       | 1 – 2     | Carabobo         |
| 20     | 9 de febrero de 2014     | Torneo Clausura 2014             | Carabobo     | 1 – 0     | Aragua           |
| 21     | 17 de septiembre de 2014 | Copa Venezuela 2014              | Carabobo     | 1 – 0     | Aragua           |
| 22     | 1 de octubre de 2014     | Copa Venezuela 2014              | Aragua       | 1 - 1     | Carabobo         |
| 23     | 9 de noviembre de 2014   | Torneo Apertura 2014             | Carabobo     | 0 - 0     | Aragua           |
| 24     | 29 de marzo de 2015      | Torneo Clausura 2015             | Aragua       | 1 - 1     | Carabobo         |
| 25     | 10 de mayo de 2015       | Serie Pre-Sudamericana 2015.     | Carabobo     | 1 – 0     | Aragua           |
| 26     | 13 de mayo de 2015       | Serie Pre-Sudamericana 2015.     | Aragua       | 0 - 0     | Carabobo         |
| 27     | 18 de noviembre de 2015  | Torneo de Adecuación 2015        | Carabobo     | 1 - 1     | Aragua           |
| 28     | 2 de abril de 2016       | Torneo Apertura 2016             | Aragua       | 2 - 2     | Carabobo         |
| 29     | 11 de septiembre de 2016 | Torneo Clausura 2016             | Carabobo     | 4 – 1     | Aragua           |
| 30     | 22 de abril de 2017      | Torneo Apertura 2017             | Carabobo     | 3 – 0     | Aragua           |
| 31     | 4 de junio de 2017       | Apertura 2017 - Cuartos de final | Aragua       | 1 – 0     | Carabobo         |
| 32     | 11 de junio de 2017      | Apertura 2017 - Cuartos de final | Carabobo     | 2 – 0     | Aragua           |
| 33     | 30 de septiembre de 2017 | Torneo Clausura 2017             | Aragua       | 0 – 1     | Carabobo         |
| 34     | 8 de abril de 2018       | Torneo Apertura 2018             | Aragua       | 0 – 1     | Carabobo         |
| 35     | 26 de mayo de 2018       | Apertura 2018 - Cuartos de final | Aragua       | 0 – 0     | Carabobo         |
| 36     | 30 de mayo de 2018       | Apertura 2018 - Cuartos de final | Carabobo     | 2 – 0     | Aragua           |
| 37     | 22 de septiembre de 2018 | Torneo Clausura 2018             | Carabobo     | 0 – 0     | Aragua           |
| 38     | 30 de marzo de 2019      | Torneo Apertura 2019             | Aragua       | 0 – 0     | Carabobo         |
| 39     | 21 de septiembre de 2019 | Torneo Clausura 2019             | Carabobo     | 2 – 1     | Aragua           |

#### Nota
| 1. |

## Los números del clásico

### Números totales
*Actualizado hasta 4 de agosto de 2022